# Constance V. Mitcham
Constance Viola Mitcham (sinh năm 1947) là một chính trị gia ở Saint Kitts và Nevis. Bà là người phụ nữ đầu tiên được bầu vào Quốc hội đất nước. Bà cũng là người phụ nữ đầu tiên làm thủ tướng cho đất nước.
Bà sinh ra ở Sandy Point Town và hoàn thành việc học ở trường trung học ở St. Kitts. Bà tiếp tục con đường học vấn ở Anh, lấy bằng LLB từ Đại học Kingston năm 1971. Năm sau, Mitcham hoàn thành nghiên cứu pháp lý của mình tại Middle Temple và được tham gia các cuộc tố tụng của Anh và xứ Wales. Năm 1972, khi trở về vùng biển Caribbean, bà được tham gia các cuộc tố tụng của Saint Kitts và Nevis, Anguilla, Quần đảo Virgin thuộc Anh và Antigua. Mitcham cũng trở thành cán bộ đào tạo cho tòa án tối cao, thẩm phán trưởng và giám sát viên bầu cử cho Quần đảo Virgin thuộc Anh, chủ tịch hiệp hội luật sư cho Saint Kitts và Nevis và thẩm phán cấp cao cho Saint Kitts.
Bà được bầu vào hội nghị quốc gia cho Saint Kitts và Nevis vào năm 1984 với tư cách là thành viên của Phong trào Hành động Nhân dân và làm bộ trưởng y tế, phụ nữ và lao động cho đến năm 1995, khi bà rời khỏi chính trị.
Mitcham là người sáng lập và người đứng đầu cho công ty pháp lý của Mitcham và Benjamin. Bà cũng là Đại sứ đặc mệnh toàn quyền và cố vấn đặc biệt cho Timothy Harris, Thủ tướng của Saint Kitts và Nevis.